# アイ (第13王朝のファラオ)
メルネフェルラー・アイ（Merneferre Ay, 在位：紀元前1700年頃 - 紀元前1677年頃）は、古代エジプト第13王朝の第27代あるいは32代ファラオ（王）。

## 概要
トリノ王名表の第7欄3行目に記されている。在位期間は23年8ヵ月と18日とあり、これは第13王朝における最長の統治期間である。前王イアイブとの関係は不明だが、後継者のイニ1世は彼の息子だったと思われる。
彼の名前が刻まれたピラミディオンが出土していることから、治世中にピラミッドを完成させたと思われ、その場所はメンフィスの何処かであると考えられている。
アイは上下エジプトにその名を記した記念建造物を残す最後の王であった。これは彼が双方の地域を支配した最後の王であることを示している。また、彼が即位する以前から、デルタ地方の東部は既に、第14王朝と呼ばれる新たな勢力の下に第13王朝政府から独立して王権を主張していた。アイ王自身もその治世の長さに反して、記録が多く残っているとは言えず、王国が末期的な状態にあった事を匂わせている。第12王朝以来、長年に渡ってエジプトの王都に定められていたイチ・タウイは彼の治世中かその直後に放棄されたと思われる。そのため、一部の研究者はアイ王を中王国時代最後の王と見なしている。その証拠に、彼以降の王たちの名前が彫られた遺物は、いずれも上エジプトからしか発見されておらず、それも最終的には王の名前さえも判別できないほど断片的なものとなる。そのため第13王朝がいつ頃終焉を迎えたのか、正確な年代を特定するのは困難となっている。